# Andinsk motmot
Andinsk motmot (Momotus aequatorialis) är en fågel i familjen motmoter inom ordningen praktfåglar.

## Utbredning och systematik
Andinsk motmot delas in i två underarter:
- M. a. aequatorialis – förekommer i  subtropiska Anderna i Colombia och östra Ecuador
- M. a. chlorolaemus – förekommer i  subtropiska delar av östra Peru

## Status och hot
Arten har ett stort utbredningsområde, men tros minska i antal, dock inte tillräckligt kraftigt för att den ska betraktas som hotad. Internationella naturvårdsunionen IUCN listar arten som livskraftig (LC).